# Myosoma brevicarinatum
Myosoma brevicarinatum är en stekelart som beskrevs av Cameron 1902. Myosoma brevicarinatum ingår i släktet Myosoma och familjen bracksteklar. Inga underarter finns listade i Catalogue of Life.